# San Giovanni Lipioni

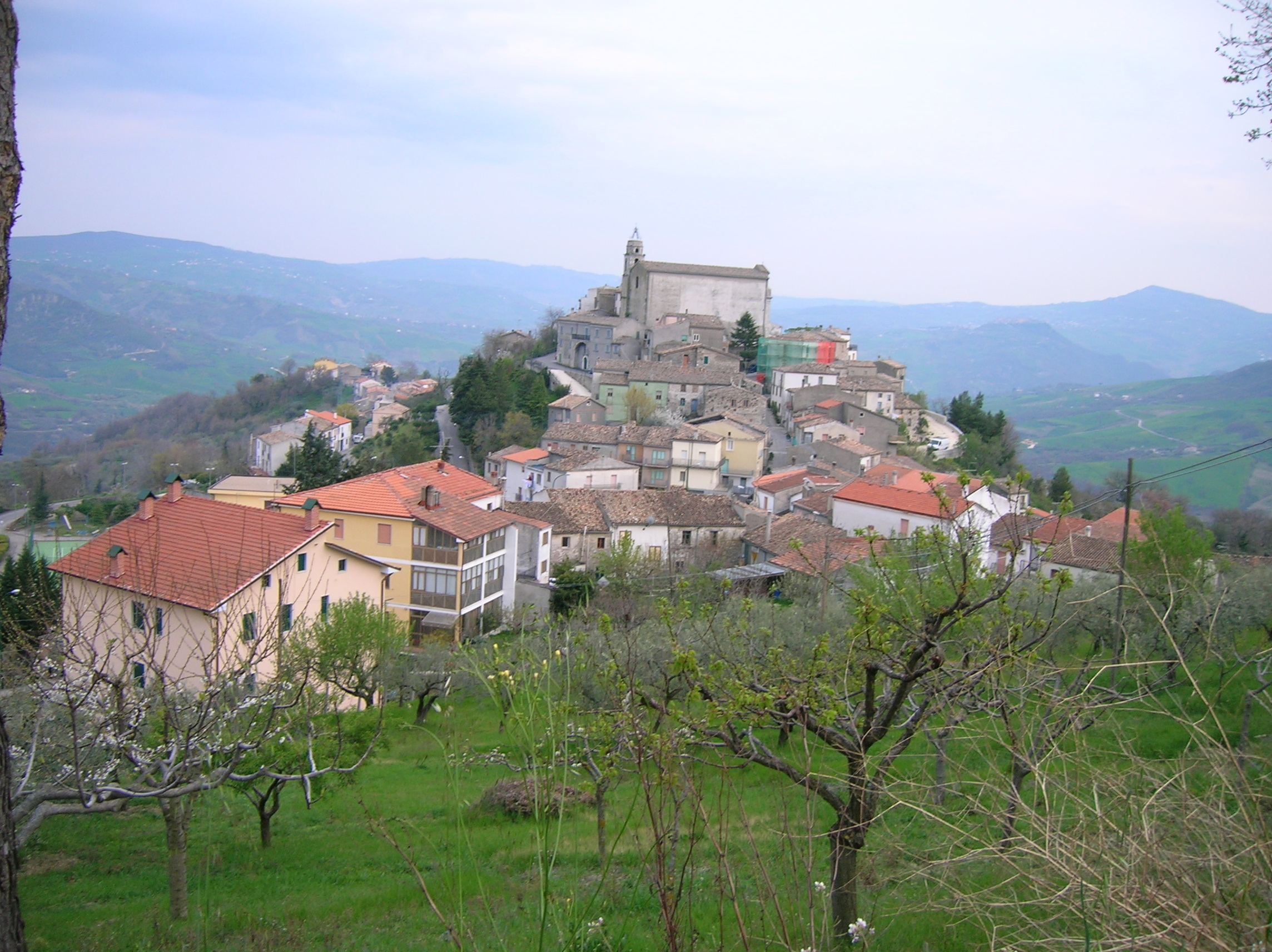
Blick auf San Giovanni Lipioni

San Giovanni Lipioni ist eine Gemeinde (comune) in Italien mit 137 Einwohnern (Stand: 31. Dezember 2023) in der Provinz Chieti in den Abruzzen. Sie liegt etwa 65 Kilometer südöstlich von Chieti am Trigno, gehört zur Comunità montana Alto Vastese und grenzt unmittelbar an die Provinz Campobasso (Molise).